# King Oliver
King Oliver   (Nova Orleans, 19 de desembre de 1881 - Savannah, 10 d'abril de 1938), conegut com King, va ser un cornetista i compositor de jazz nord-americà, fundador i líder de la banda de jazz criolla.

## Biografia

### Naixement
Joseph Nathan "Joe" "King" Oliver va néixer el dia 11 de maig de 1885 a Aben, Louisiana, Estats Units.

### Els inicis
A Nova Orleans, Oliver va aprendre primer el trombó i després cap al 1908, va passar a la corneta. Del 1908 al 1917, va formar part de diverses orquestres com l'Olympia, l'Onward, la Magnolia, la Melrose, l'Àguila, l'Orquestra Superior Original i la d’Edward «Kid» Ory que li dona el seu sobrenom de «rei».
Va anar a Chicago el 1918 per unir-se al conjunt del clarinetista Lawrence Duhé i després al del contrabaixista William Kid_Or que va reprendre el 1920 abans de marxar a Califòrnia on va passar uns mesos tocant en diversos establiments de San Francisco. El 1921, va tornar a Chicago on va ser contractat immediatament a Lincoln Gardens. Hi romandrà, al capdavant de diverses formacions, fins al 1924. Va compondre sobretot "Chimes Blues", "Canal Street Blues" i "West End Blues".

### TheCriolla Jazz Band
El 1922, va crear la seva banda de jazz criolla, formada per ell mateix a la corneta, Honoré Dutrey al trombó, Johnny Dodds al clarinet, Bertha Gonsoulin al piano, Bill Johnson al contrabaix i el germà de Johnny Dodds, Warren «Baby» Dodds a la bateria.
L'agost del mateix any, Oliver, que l'havia portat de Nova Orleans, va afegir a aquest conjunt un jove corneta del qual se'n parlaria molt: Louis Armstrong, el seu protegit a qui va donar els seus consells i amb qui grava el 6 d'abril de 1923 les seves primeres peces. Al desembre, després que Bertha Gonsoulin va deixar el conjunt, Oliver la va substituir per Lil Hardin.
Totes les cares de la Jazz Band Criolla, on també brillen els germans Dodds, són un testimoni insubstituïble del jazz de Louisiana. Blues, marxes, ragtimes i composicions originals conformen el repertori. L'estil de l'orquestra és inventiu i emancipat en comparació amb el que es continuava tocant a Nova Orleans. La fidelitat a la polifonia original (presentació del tema a la trompeta o a la corneta, brodats al clarinet, interpretació del trombó que, mitjançant glissandos, subratlla els harmònics) no exclou la invenció (intervencions de dos compassos -o trencament- tocats amb dues cornetes) en conjunts, ni el destacat de solistes. Inclòs Armstrong. Aquest conjunt es convertirà ràpidament en el favorit dels amants de la música popular de Chicago. Tindrà una durada, amb algunes incorporacions, una mica més d'un any durant el qual els seus músics tallaran trenta-set enregistraments (quaranta-un de fet, però se n'han perdut quatre) que, avui dia, es consideren imprescindibles per a qualsevol persona que tingui algun interès pel jazz i més particularment en l'anomenat jazz de Nova Orleans.
Les dissensions dins d'aquesta orquestra van fer que a principis de 1924 cadascú decidís volar pel seu compte, Armstrong fundant el seu propi grup després d'haver-se casat amb Lil Hardin. Els germans Dodds finalment el van seguir a Nova York mentre Honoré Dutrey va continuar tocant en diferents formacions a Chicago. El 1924 King Oliver va gravar diversos duets, entre ells dos amb Jelly Roll Morton.

### Altres orquestres
Un cop acabat el seu compromís a Lincoln Gardens, Oliver va formar una nova banda, King Oliver & His Dixie Syncopators, per a un altre compromís, al Plantation Café, que duraria fins al 1927. Els membres d'aquesta orquestra són: Oliver i Bob Shoffner (cornetes), Kid Ory (trombó), Johnny Dodds (clarinet), Luis Russell (piano), Bud Scott (banjo), Bert Cobb (tuba) i Paul Barbarin (bateria). El 1928, va dirigir un altre grup, King Oliver and His Orchestra, mentre enregistrava diversos duets, entre ells quatre amb la cantant Susie Edwards (Butterbeans i Susie).

### Final de la vida
No essent ni bevedor ni fumador, a Oliver, però, li agradava menjar i sobretot menjar dolços. A partir de finals de la dècada de 1920, la seva salut va començar a deteriorar-se, principalment pel que fa a les dents, la qual cosa va afectar progressivament el seu domini de l'instrument. A mitjans dels anys trenta, sense poder tocar, va obrir un petit negoci de fruites i verdures i va acabar els seus dies com a conserge en una sala de billar a Savannah.
Va morir el 10 d'abril de 1938 a Savannah (Geòrgia) als 52 anys, i és enterrat al cementiri Woodlawn del Bronx de Nova York.